# Casina română din Brașov
Casina română din Brașov a fost inițial o adunare a negustorilor brașoveni, fiind înființată în 1835. Treptat, adunarea a evoluat într-o instituție de cultură, care a adunat cei mai străluciți cărturari ai localității. În timp, organizații similare, purtând același nume, s-au deschis și în alte orașe din Transilvania și Banat: Timișoara (1868), Beiuș (1871), Oravița (1873), Caransebeș (1875), Șimleu Silvaniei (1903), Dej, Vulcan, Abrud, Deva și Năsăud.

## Casina brașoveană
Înființată în 1835, Casina brașoveană este cea mai veche dintre toate cele amintite mai sus. 
Între anii 1835-1841 Casina brașoveană a avut sediul în Casa Plecker din Piața Sfatului.
Apoi sediul Casinei s-a mutat în strada Poarta Șchei la nr. 3, iar în perioada 1885-1909, în clădirea din colțul străzii Poarta Șchei cu strada Hirsher.
Între 1909 și 1916 Casina a funcționat în casele bisericii „Adormirea Maicii Domnului (Cetate)” din Piața Sfatului.
În perioada interbelică, Casina și-a avut sediul în Casa Seuler tot din Piața Sfatului, de pe Șirul Inului (latura nord-vestică).
Inițial, negustorii brașoveni (români, greci, balcanici, armeni) se adunau în Casină pentru a discuta afaceri, a bea cafea, și a asculta bucăți din „Gazeta de Transilvania”, „Kronstädter Zeitung” sau „Curierul”, citite de către unul dintre ei considerat mai „cărturar”. Când sosea la Brașov un negustor din alte părți, acesta era introdus ca oaspete de către un membru al Casinei.
Caracterul exclusivist al adunării a fost ulterior părăsit, negustorii iubitori de cultură (ca Gheorghe Nica sau Niță Iuga) introducând în casină ca membri pe George Barițiu, Iacob și Andrei Mureșianu, iar mai apoi pe fiii lor, întorși de la studii din Viena sau din alte orașe europene. Pandeli Dima a introdus și profesori ai - pe atunci - nou înființatului gimnaziu românesc.
Treptat, a scăzut numărul negustorilor, iar Casina a devenit un club democratic, putând fi întâlniți aici protopopi, avocați, judecători, morari, funcționari de bancă, măcelari etc., care discutau și politică potrivit intereselor românești ale vremii.
În anul 1935, la împlinirea a 100 de ani de la înființarea Casinei române din Brașov, a fost scoasă o monografie a acestiei instituții, cu multe ilustrații, documente și studii scrise de istorici brașoveni.
La împlinirea centenarului, pe clădirea din strada Poarta Schei nr.3 a fost amplasată o placă pe care scrie: „Aici a fost sediul Casinei Române unde, cu ocazia evenimentelor revoluționare din 1848, au poposit personalități de frunte ale vieții culturale din Țara Românească și Moldova: Vasile Alecsandri, Alecu Russo, Ion Heliade Rădulescu, Cristian Tell, Gheorghe Magheru și alții.”

## Etimologie
Potrivit lingvistului Sextil Pușcariu, cuvântul „casină” nu are nici o legătură cu modernul „casinò”, ca loc de practicare a jocurilor de noroc. În schimb, casina ardeleană reprezintă o imitație a vienezului Kasino (un fel de club deschis numai pentru membrii săi).

## Galerie de imagini

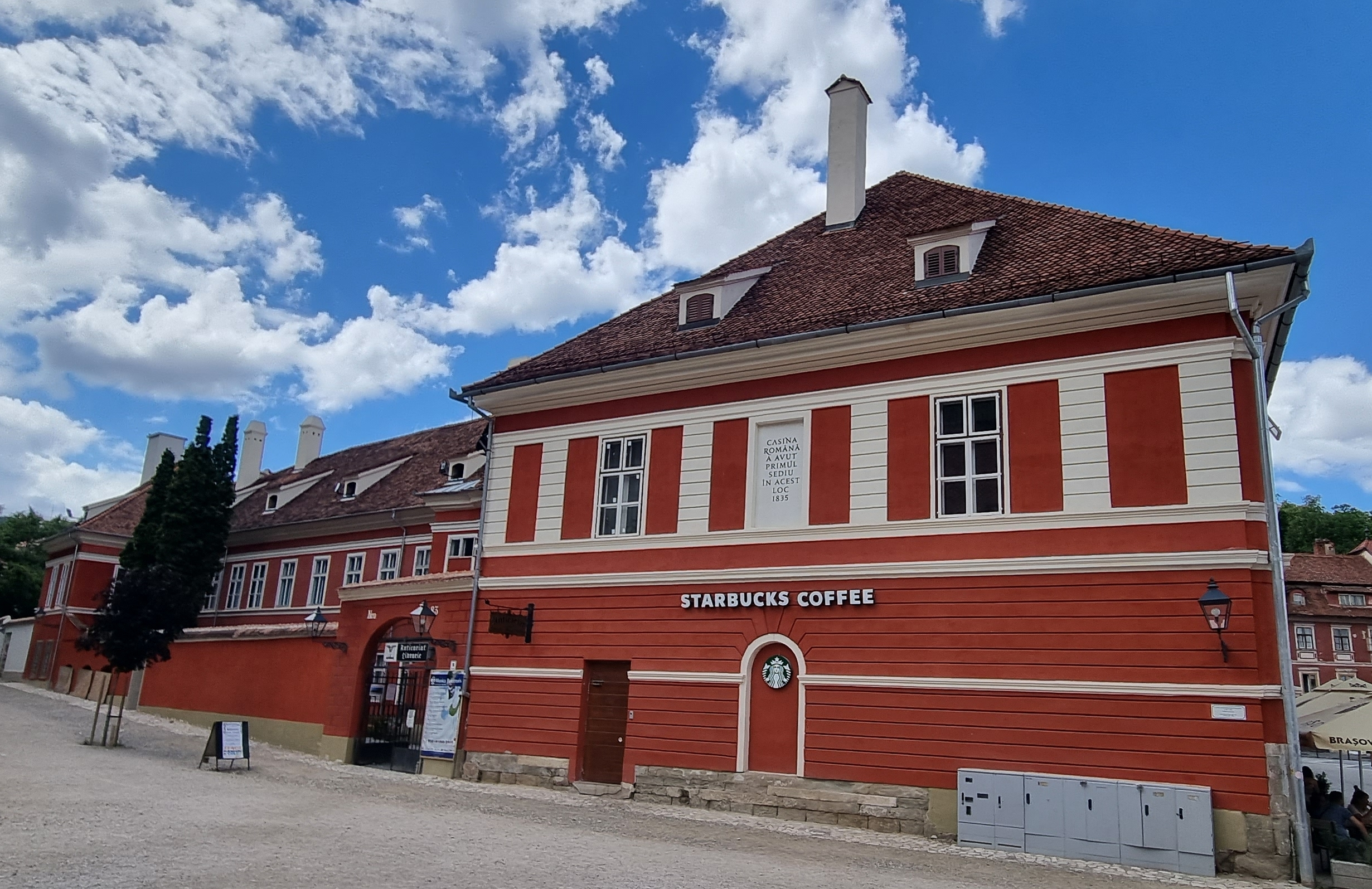
Casa Filstich-Plecker, primul sediu al Casinei române din Brașov
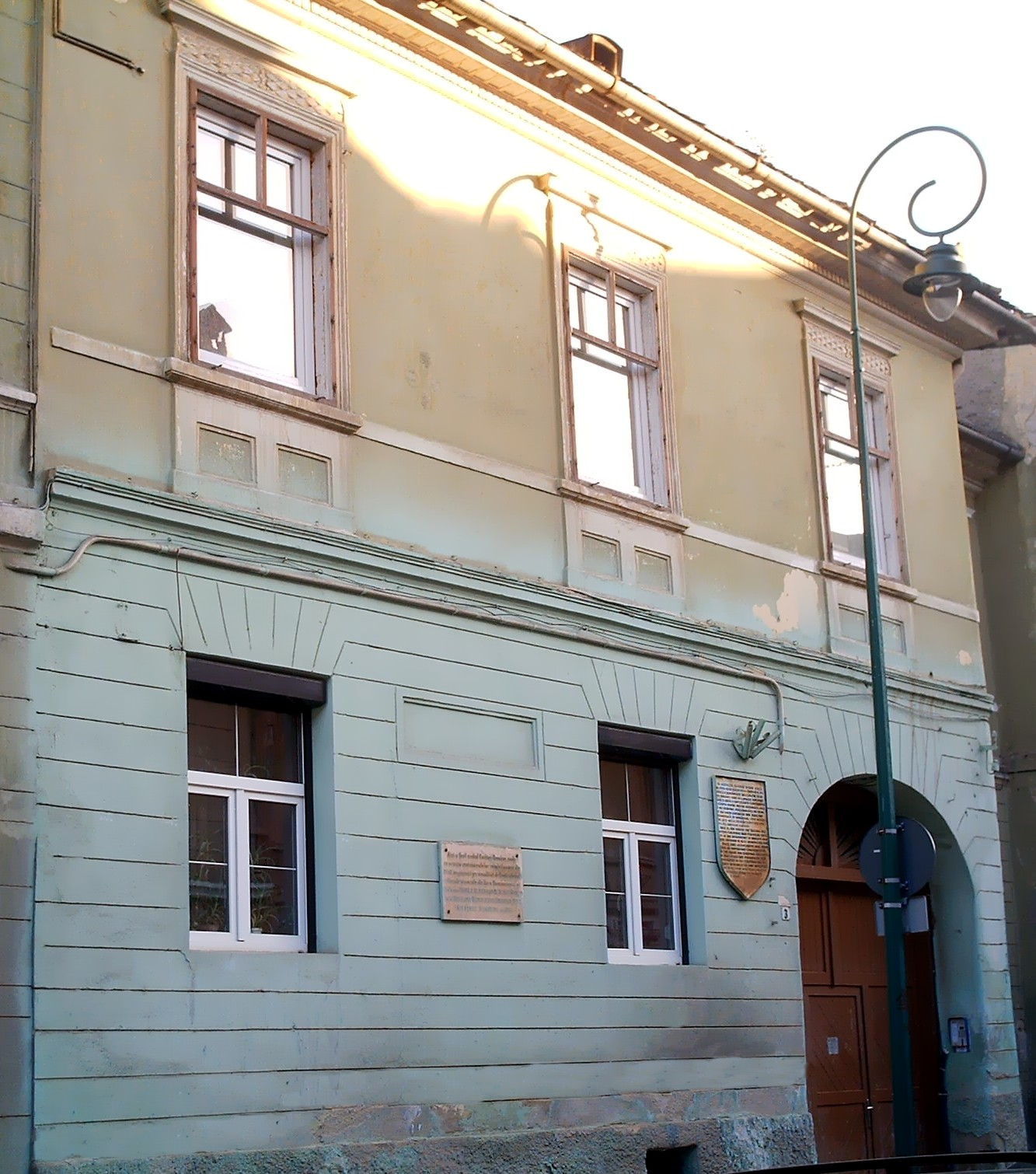
Sediul Casinei din str. Poarta Șchei la nr. 3
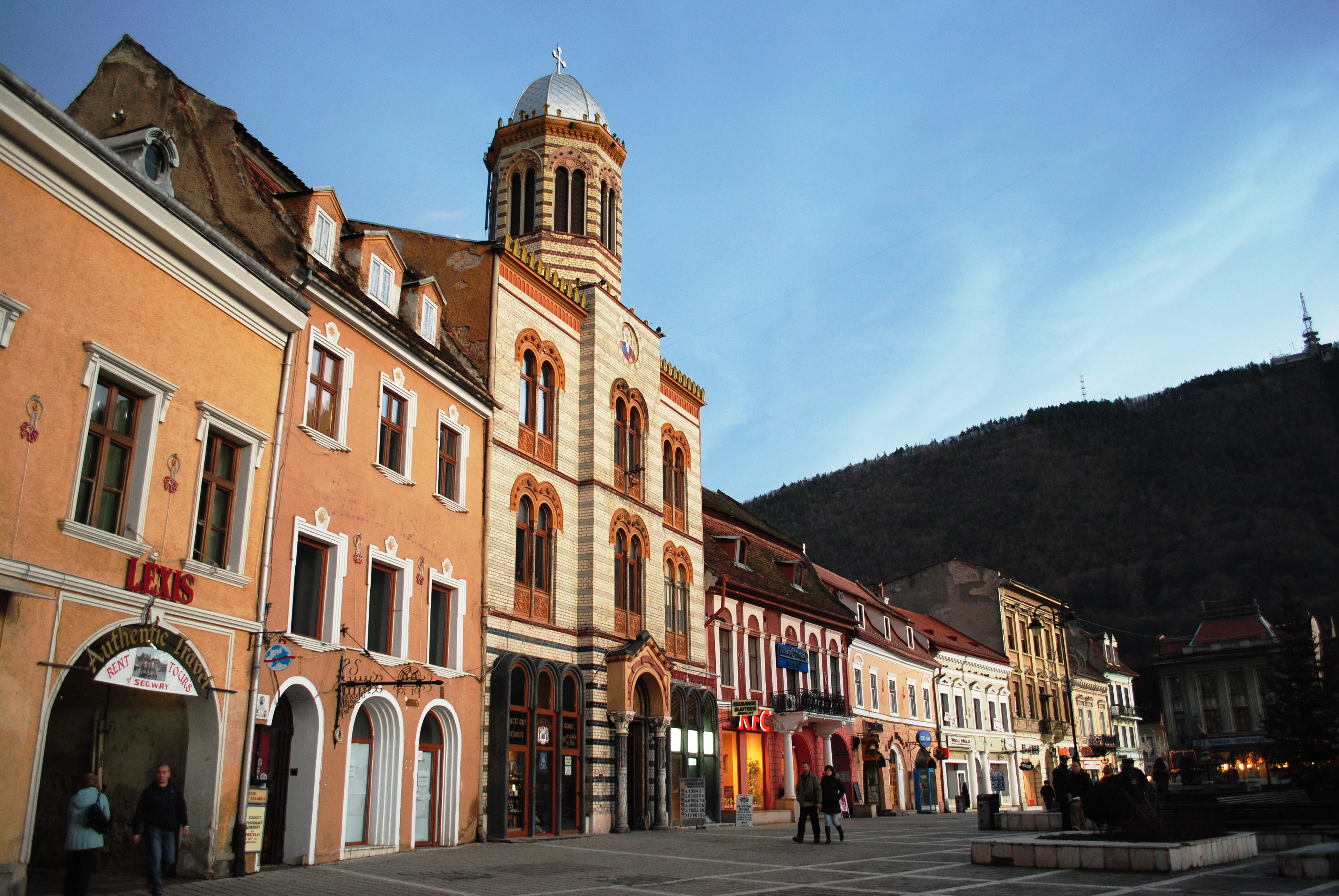
Casa parohială a bisericii „Adormirea Maicii Domnului”, sediul Casinei 1909-1916
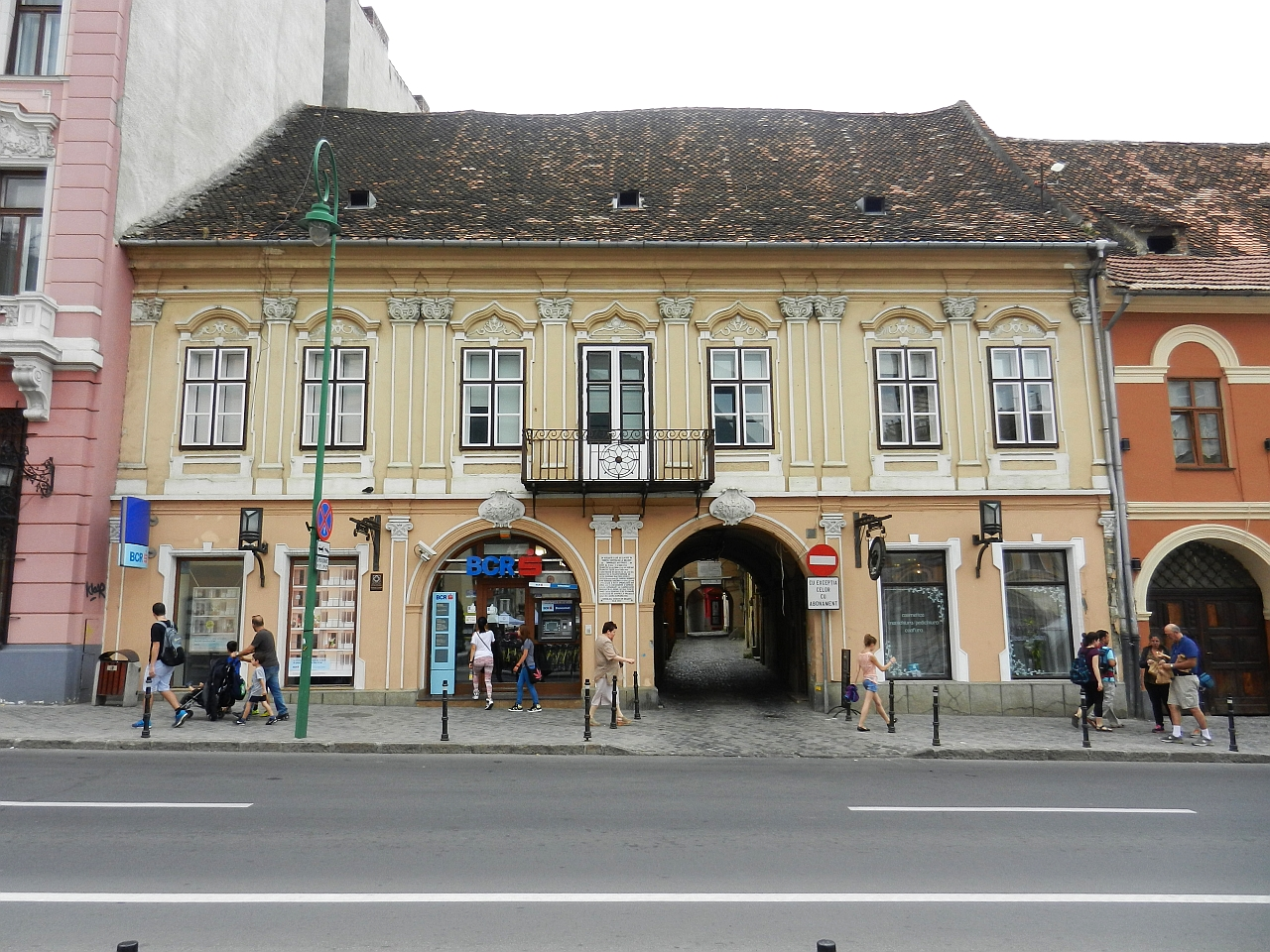
Casa Seuler, sediul Casinei în perioada interbelică